# 淡路市立尾崎小学校
淡路市立尾崎小学校（あわじしりつおざきしょうがっこう）は兵庫県淡路市尾崎にあった日本の公立学校である。

## 概要
旧一宮町の市街地である尾崎地区に位置する。廃校後は複合施設「SAKIA」として再整備されている。

## 歴史
- 1873年 (明治6年) - 尾崎校創立。
- 1994年 (平成6年) - 新校舎建設。
- 2005年 (平成7年) - 淡路市立尾崎小学校へと改称。
- 2014年 (平成26年) - 淡路市立郡家小学校、淡路市立山田小学校とともに廃校。3校の後継校として、淡路市立一宮小学校創立。

## SAKIA(跡地利用)
跡地には2022年に「食・アート・学びと地域」が融合するコミュニティ施設をコンセプトにした複合施設「SAKIA」として再整備された。

## アクセス
- 神戸淡路鳴門自動車道　北淡ICから車で8分
- 尾崎バス停(あわ神あわ姫バス)から徒歩2分